# 차성교통
차성교통(車成交通)은 부산광역시 기장군의 위치하는 마을버스 운송 업체이고, 본사는 부산광역시 기장군 기장읍 대청로13번길 65에 위치해 있다. 계열사로는 경상남도 양산시에 위치한 웅상교통이 있다.

## 연혁
- 1995년: 회사 설립

## 차고지
- 부산광역시 기장군 기장읍 대청로13번길 65(본사:기장 8번,기장 9번, 기장 11번 시종착)

## 주요 차량
BS090 로얄미디, 현대 그린시티, 뉴 카운티로 구성되어 있다.